# ليو من أوستيا
ليو مارسيكانوس (باللاتينية: Leo Marsicanus) (أي ليو من مارسي) أو أوستينسيس (أي من أوستيا)، كما يعرف أيضًا باسم ليوني دي كونتي دي مارسي (1046 مارسيكا - 1115/1117 أوستيا)، أحد النبلاء والرهبان من مونتي كاسينو حوالي 1061 وكاردينال إيطالي من القرن الثاني عشر.